# 긴타이시
긴타이시(金台石, 혹은 錦台什, 金台什, 金台吉, 金塔錫, 錦泰希, ᡤᡳᠨ᠋ᡨ᠋ᠠᡳᠰᡳ Gintaisi, ?-1619년)는 여허나라씨(葉赫那拉氏)로, 양기누(Yangginu, 楊吉砮)의 아들이자, 나림불루(Narimbulu, 納林布祿)의 동생이다. 마지막 여허(Yehe, 葉赫) 동성버일러(東城貝勒)이다.

## 생애
긴타이시는 형 나림불루 사후 버일러(貝勒) 자리에 올랐다. 누르하치(Nurhaci, 努爾哈赤)의 처이자 홍타이지(Hong Taiji, 皇太極)의 생모로 훗날 효자고황후(孝慈高皇后)에 봉해지는 몽고저저(Monggojeje, 孟古哲哲)는 긴타이시의 여동생이다. 즉 긴타이시와 누르하치는 매부와 처남 관계였다. 당시에는 누르하치의 형으로 보기도 했다. 그러나 1588년, 누르하치의 건주여진(建州女眞) 세력이 점차 강대해지면서, 여허 동성버일러 나림불루는 건주에게 토지를 요구했으나 거절당하였다. 1593년, 여허는 다른 여덟 부락과 연합하여 건주여진 토벌에 나섰다. 그러나 9부 연합군(해서여진 4개 부락, 몽골 3개 부락, 장백산 2개 부락)은 단일한 지휘 계통이 정립되지 않아, 수가 적은 누르하치 군대에게 패배하였고, 여허 서성버일러 부자이(Bujai, 布寨)는 전사하였다. 누르하치는 직접 부자이의 시체를 반으로 잘라 여허로 돌려보냈다. 이로 인해 양측은 불구대천의 원수가 되었다.
부자이의 아들 부양구(Buyanggū, 布揚古)는 즉위 초기에 자신의 여동생이자 당시 해서여진(海西女眞) 제일 미녀라고 칭해지던 동고(Donggo, 東哥)를 누르하치에게 보내는 방식으로 건주와 수호하였고, 이후에 동고가 반대하면서 협약이 깨졌다. 1597년, 긴타이시는 딸을 누르하치의 차남 다이샨(Daišan, 代善)에게 시집보냈고, 울라(Ula, 烏拉), 호이파(Hoifa, 輝發), 하다(Hada, 哈達)와 누르하치와 함께 삽혈(歃血) 맹세를 맺었다. 그러나 얼마 후 맹약을 깨뜨리고 딸을 몽골 내칼카(內喀爾喀) 자이사이(宰賽)에게 결혼시켰다. 1609년(일설엔 1598년), 긴타이시는 동성버일러에 올랐다. 1604년, 누르하치는 긴타이시를 공격하여 성(城) 2채와 채(寨) 7곳을 함락하였다. 1613년, 누르하치가 건주로 도망온 울라 수장 부잔타이(Bujantai, 布占泰)를 긴타이시에게 건네주는 것을 긴타이시가 거절하자, 누르하치는 4만명의 군사를 보내어 우수(烏蘇) 등 채 19곳을 함락시켰다. 이후 긴타이시는 명(明)과 연합하고자 하였지만, 명은 사르후 전투(薩爾滸之戰)에서 패재한 후 수세에 몰렸다. 1619년, 누르하치는 사르후에서 격파한 명군 잔병을 데리고 여허로 진격하였다. 여허군은 출정이 불리하였기에 성에서 수비만 하였다. 긴타이시와 부양구는 동성과 서성을 각각 지켰다. 외조카 홍타이지는 패전군에게 투항을 권한 상태에서, 누르하치의 명을 받고 동성을 공격한 건주군은 동굴을 파는 방식을 사용하여 여허성 성벽이 무너졌고, 건주군은 동성으로 진격하였다. 긴타이시는 투항을 거절하였고 불을 질렀으며, 건주 장수들은 긴타이시가 불타 죽었을 것이라고 생각하였다. 불이 꺼지자 긴타이시는 도주하였지만 건주군에게 발견되어 포획되었으며 결국 목이 졸려 사망하였다. 부양구는 동성의 함락 소식을 접하자 성문을 열고 투항하였다. 이에 여허부는 멸망하였다.
긴타이시의 아들 니야하(Niyaha, 尼雅哈 혹은 倪迓韓)는 여허 부대를 이끌고 누르하치에게 투항하였으며, 만주 정황기(正黃旗)에 편입되었다. 니야카의 아들은 강희(康熙) 연간 대학사(大學士) 나라 밍주(納蘭明珠)이다.
명(明) 만력제(萬曆帝)는 여허성의 함락 소식을 듣고 급사중(給事中) 요종문(姚宗文)에게 명하여 직접 새외(塞外)로 가서 여허의 자손을 찾도록 지시하였다. 긴타이시의 아들 덜거러이(德爾格勒)에게 몽골로 시집 간 딸 2명이 있다는 소식을 접하자, 만력제는 각각 백금(白金) 2천량을 하사하였다. 명 대신은 긴타이시와 부양구를 위해 사당을 세우고 하다 후손 왕세충(王世忠)을 긴타이시의 처조카로 삼아, 유격(游擊) 직을 제수하였다.

## 가족
- 시조 : 싱건다르한(星懇達爾漢, 혹은 勝根打喇漢, 打葉)
  - 증조 : 추쿵거(祝孔革, 혹은 褚孔格, 杵孔格), 싱건다르한의 증손자
    - 조부 : 타이추(太杵, 혹은 台坦柱)
      - 백부 : 칭기야누(淸佳砮)
        - 사촌 : 부자이(布寨)

      - 부친 : 양기누(楊吉砮, 혹은 養汲努)
        - 형제 : 나림불루(納林布祿), 사이비투(Saibitu, 賽碧圖, 혹은 賽必圖)[4], 아산(Asan, 阿山)[5] 등
        - 여동생 : 몽고저저(Monggojeje, 孟古哲哲) : 훗날 효자고황후(孝慈高皇后)
        - 처 : 성씨 미상, 아들 덜거러이(德爾格勒)를 따라 후금으로 귀순함, 당시 누르하치의 형수로 여겨짐. 천명(天命) 10년(1625) 누르하치는 손윗사람을 대하는 예로 덜거러이의 모친 등 6명을 연회에 초청함[1] 천총(天聰) 6년(1632) 정월, 홍타이지가 니칸(尼堪) 아고(阿哥)의 모친, 참부(察木布)의 모친, 난주의 조모(南楮之祖母) 등 6명의 장자를 연회에 초청함[6]
          - 아들1 : 덜거리(德爾格勒 혹은 德爾赫禮)
            - 손자 : 난추(南楮), 솔호(索爾和), 조오서(趙色)
              - 증손자 : 무잔(穆占) 등
              - 증손녀 : 수타이 태후(蘇泰太后)

          - 아들2 : 니야하(Niyaha, 尼雅哈, 혹은 倪迓韓)[7]
            - 손자 : 정쿠(Jengku, 振庫, 혹은 鄭庫)[8], 밍주(明珠)
              - 증손자 싱더(性德)(나라 싱더), 규서(揆叙), 규방(揆方) 등